# 犹太人在克罗地亚的历史
犹太人在克罗地亚的历史是指克罗地亚境內犹太人的歷史。至少在公元三世纪，克罗地亚境內就有犹太人，但直到10至15世纪，史料中对该族群的记载才逐渐丰富起来。1931年人口普查结果显示，当时克罗地亚的犹太人口为21505，据估计，在二战爆发前夕，该数据大约为25000。绝大部分克罗地亚犹太人都在克罗地亚独立国大屠杀期间被纳粹德国的傀儡政權克羅埃西亞獨立國當局所杀害。战后，一半幸存者选择去以色列定居，继续留在克罗地亚的人口大约为2500。2011年人口普查结果显示，有509名犹太人生活在克罗地亚，但这一数字应该是刨除了犹太人与非犹太人通婚后诞下的后代以及与非犹太人结婚的犹太人口后得出的。据信，萨格勒布的犹太人社群中，有超过80%的人属于上述两类人。
今日，克罗地亚境内共有8座犹太教堂以及相关组织，这8座教堂分别位于萨格勒布、里耶卡、奧西耶克、斯普利特、杜布羅夫尼克、查科韋茨、達魯瓦爾、斯拉沃尼亞布羅德。萨格勒布的犹太人社群是全克罗地亚规模最大也最活跃的犹太社群，他们会组织一年一度的萨格勒布犹太电影节。